# Butia capitata
Butia capitata là loài thực vật có hoa thuộc họ Arecaceae. Loài này được (Mart.) Becc. mô tả khoa học đầu tiên năm 1916.

## Hình ảnh

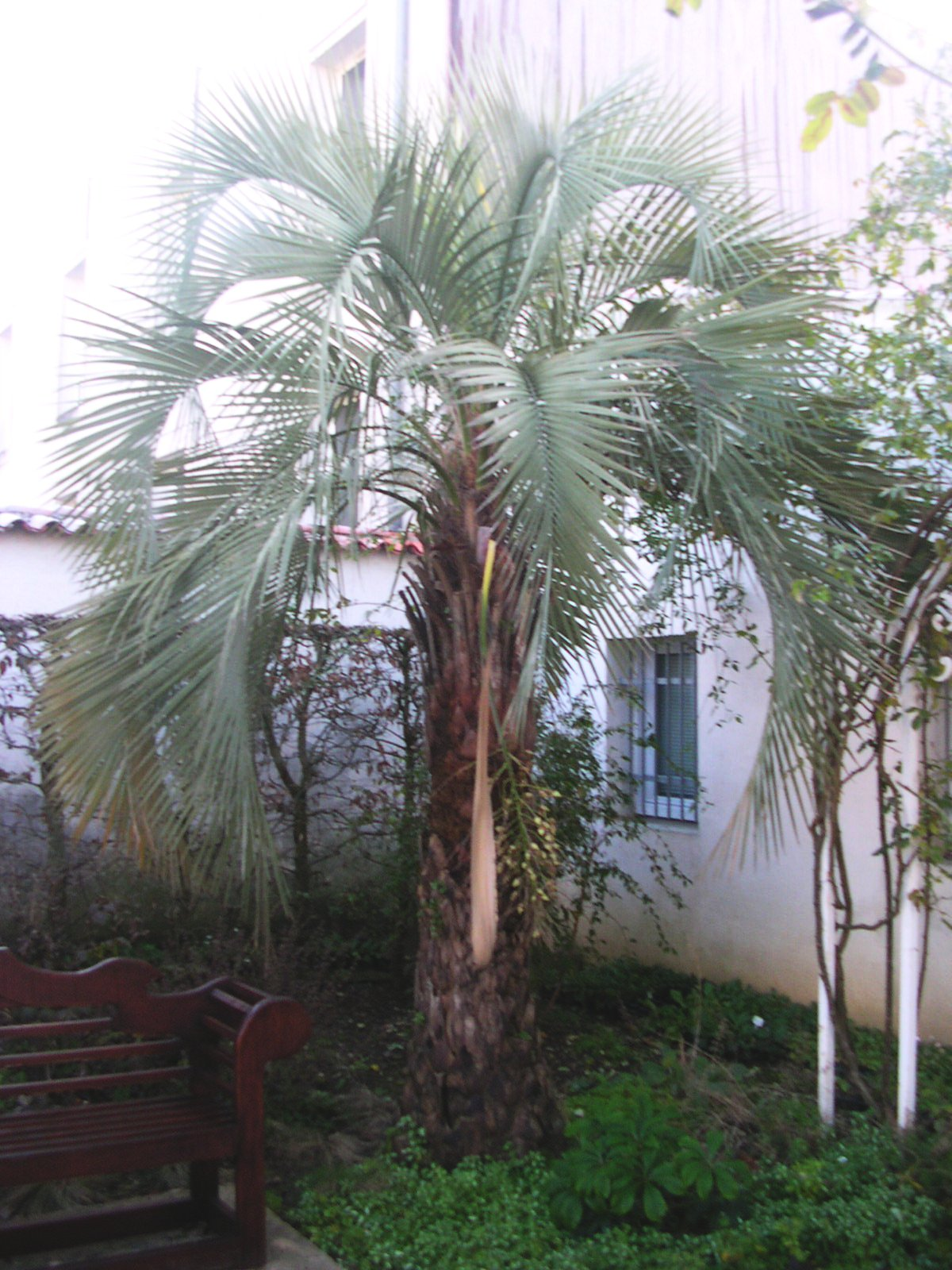
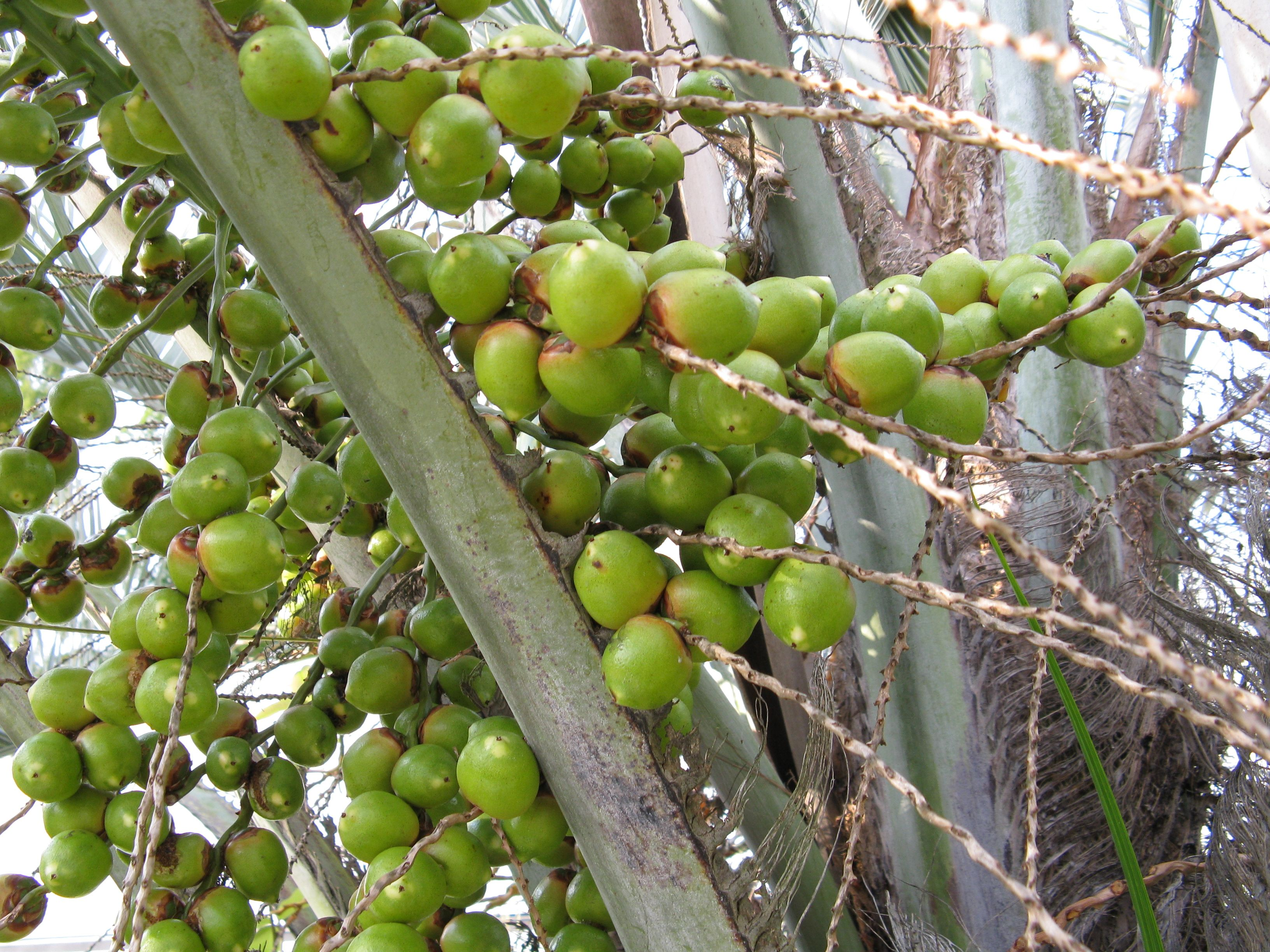
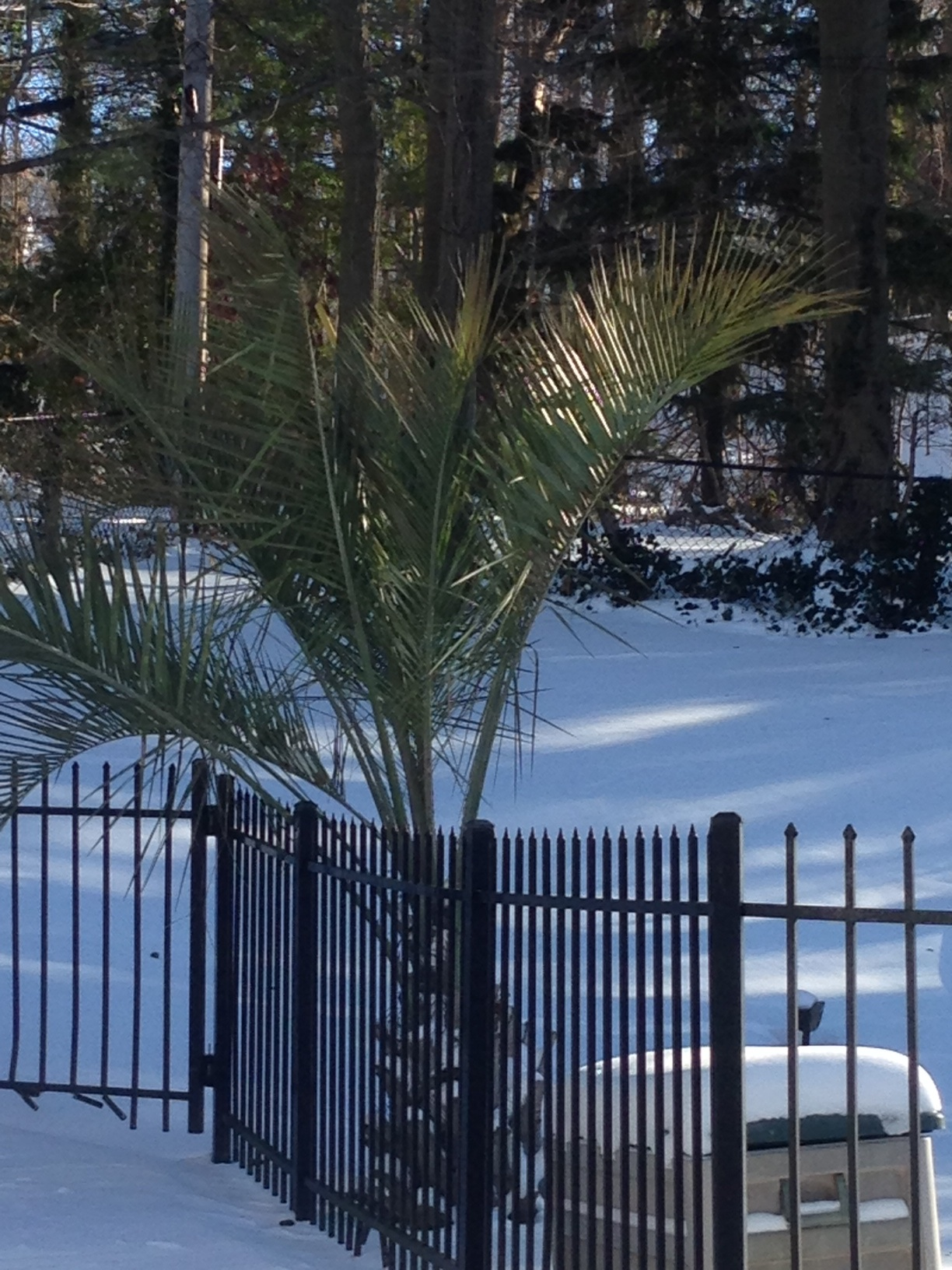
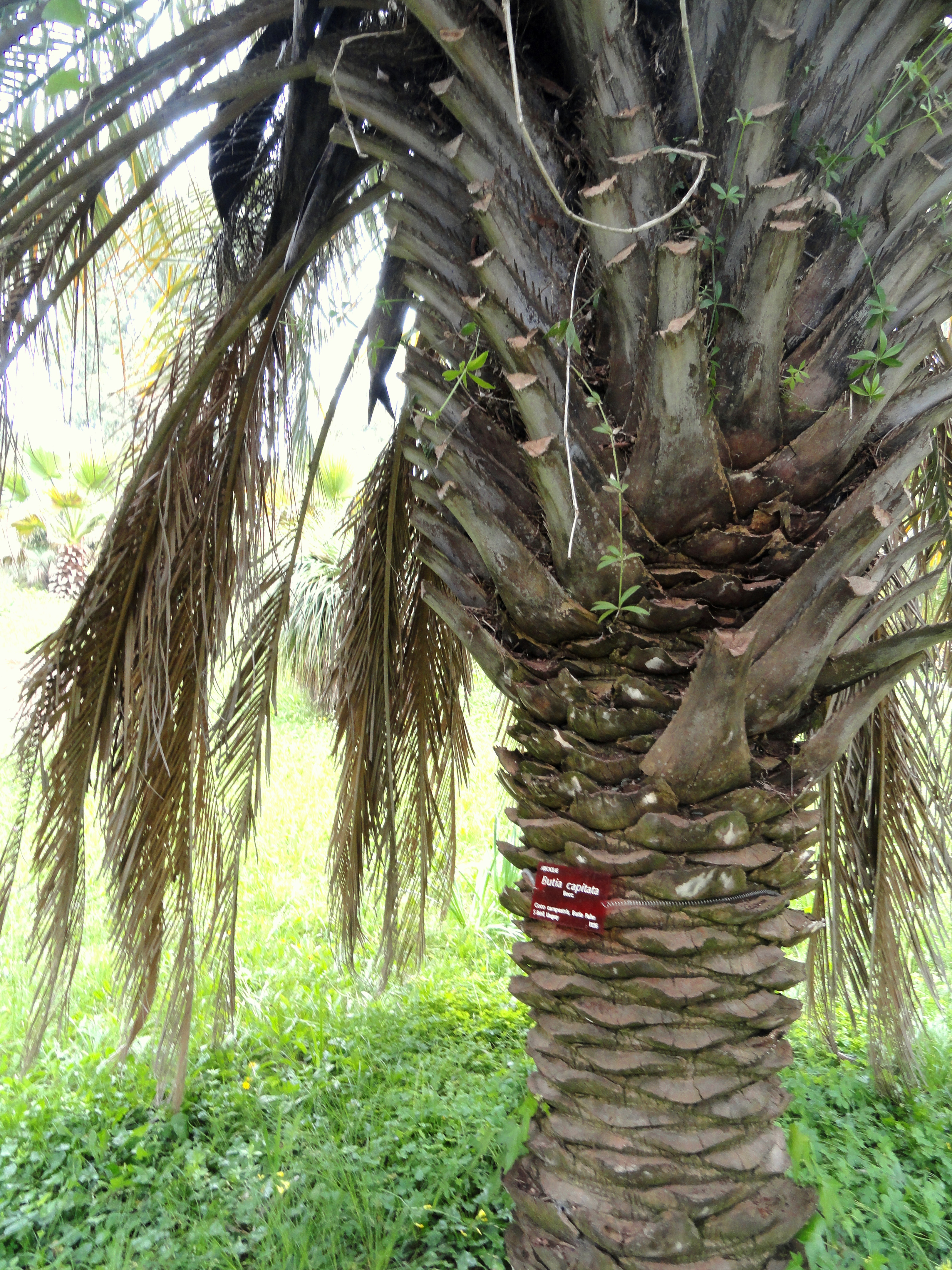
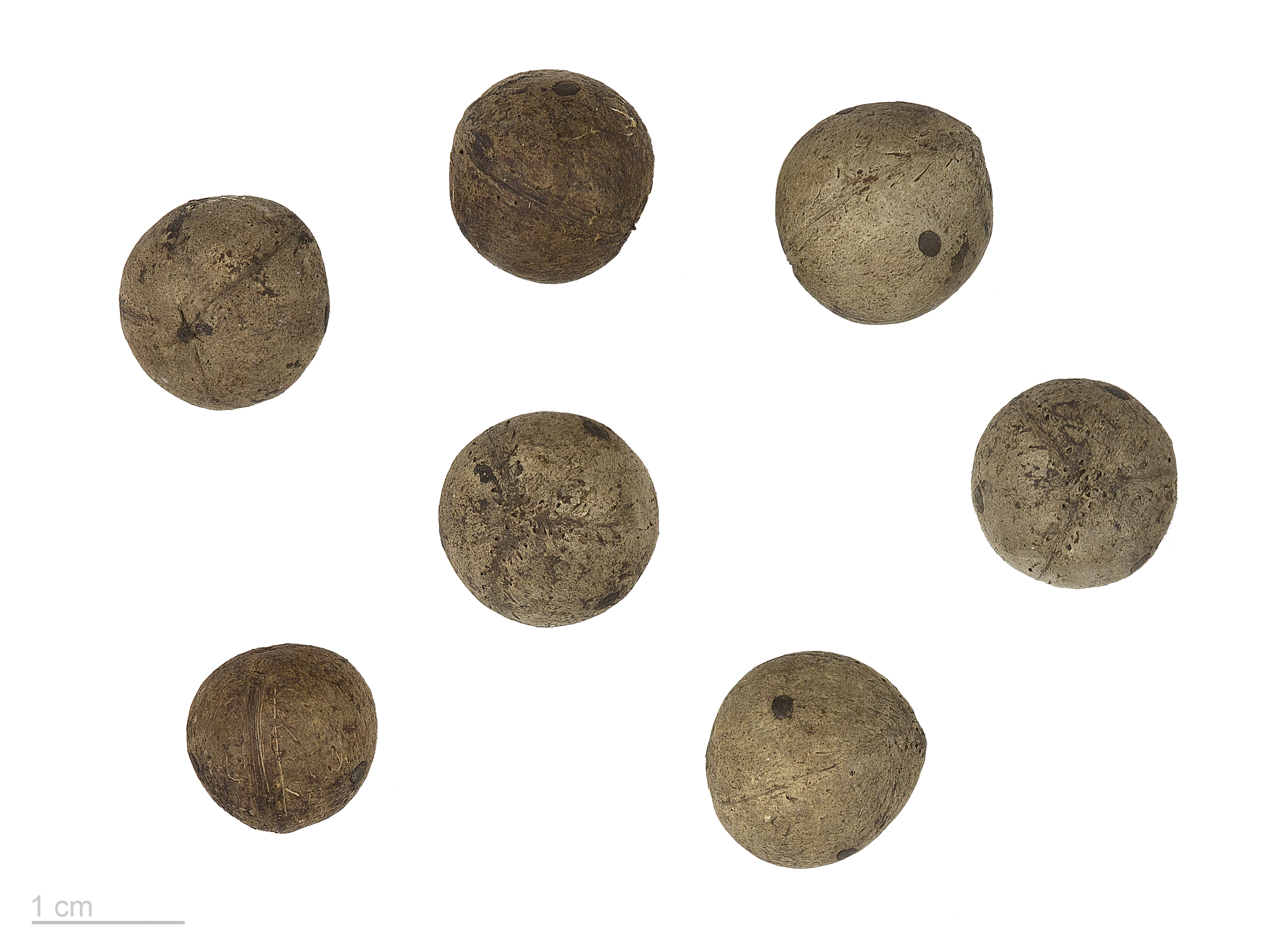
Butia capitata - Museum specimen